# Van Horpusch

Portret van abt Balduin van Horpusch. Fragment van een altaarstuk in de abdij Kloosterrade. Foto G.Th. Delemarre, Collectie Rijksdienst voor het Cultureel Erfgoed

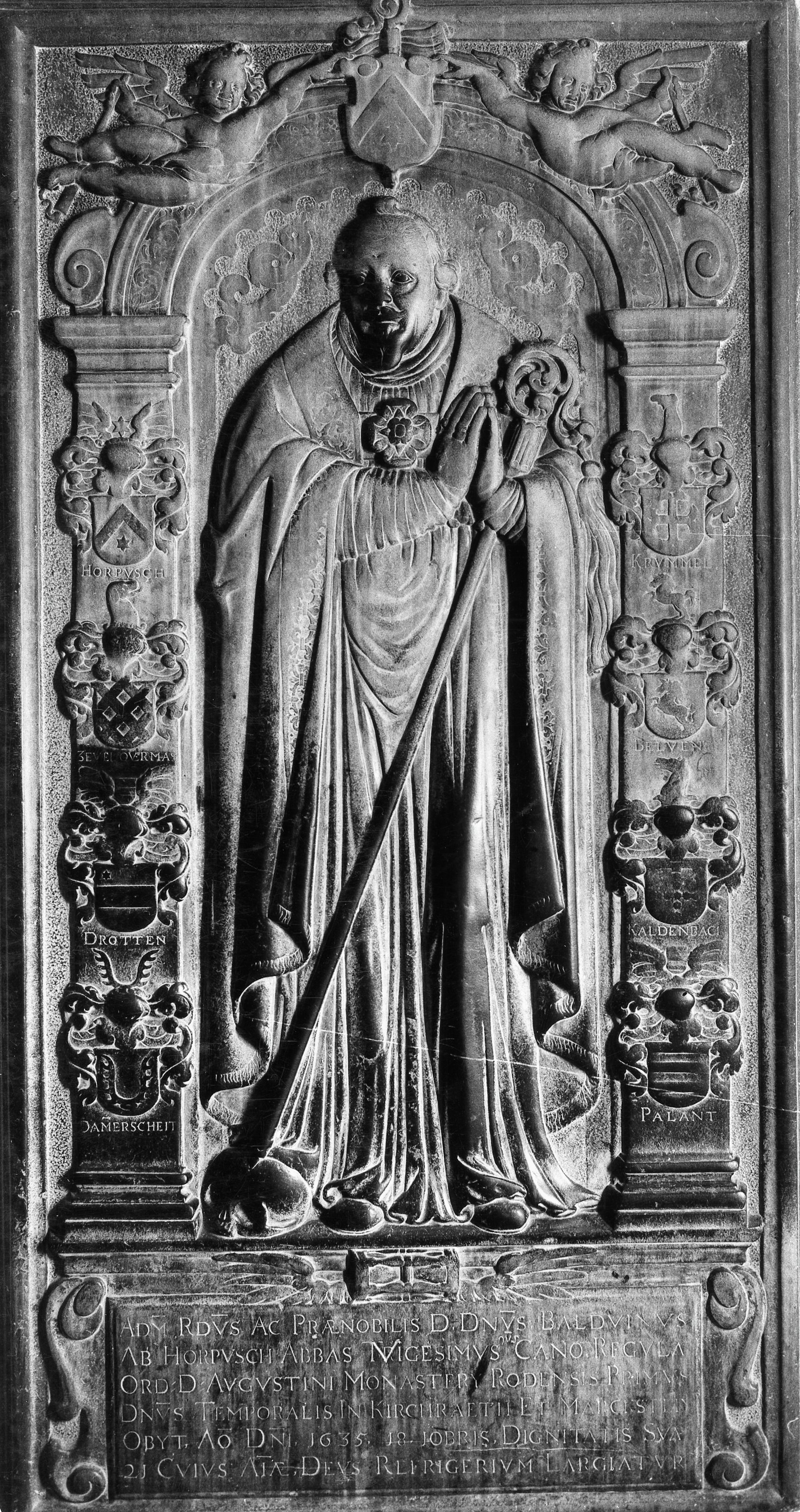
Grafsteen van abt Balduin van Horpusch in de abdij Kloosterrade

Van Horpusch, oorspronkelijk Van Wallum genaamd Horpusch, later ook Von Horpusch zu Kuckum, is een adellijk geslacht, voor het eerst vermeld in de heerlijkheid Wittem en vernoemd naar het huis Hurpesch aan de Geul, dat zij in de zestiende eeuw in bezit hadden.

## Belangrijkste personen
Johan van Wallum (of Waellem) genaamd Horpusch, zoon van Peter, was vanaf 1534 meier en vanaf 1543 tevens voogd van de stad Aken. Hij overleed rond 1588. Zijn enige kind, Anna, bracht het huis Hurpesch aan haar man Johan van de Hove tot Berlieren.
Johans broer Peter (overleden 1594), was schout van Wittem. Hij kwam door zijn huwelijk met Aleid von Droeten zum Holtz in het bezit van het huis Kuckum bij Bardenberg, ten noorden van Aken. Dit echtpaar had twee zoons:
- Johan, die zich ‘von Horpusch zu Kuckum’ noemde. Hij huwde Christina Crummel van Eynatten. Het paar had vier kinderen, waaronder Balduin (zie hierna).
- Arnold, die na zijn huwelijk met Maria van Cruchten naar Roermond verhuisde en daar schepen was van 1605 tot 1637. Hij overleed in 1638.

Balduin van Horpusch, zoon van Johan, was abt van de abdij Kloosterrade van 1614 tot 1635. Hij deed veel om de schade die de abdij had geleden te herstellen, ook economisch. Hij liet een waterrad bouwen om dieper kolen te kunnen winnen in de groeve Steinbusch.
Het geslacht Van Horpusch stierf in de eerste helft van de achttiende eeuw uit.

## Wapen
Het wapen is: in blauw een keper van goud met daaronder een ster van goud.
Diverse beschrijvingen van het wapen in de literatuur zijn onjuist. Het wapen is te vinden op een altaarvleugel in de abdij Kloosterrade, waarop de abt als schenker staat afgebeeld. Verder op het grafmonument van de abt, op zegels van de voogd Johan, en op een zegel van de schepen Arnold in het Gemeentearchief te Roermond.